# 京阪神ケーブルビジョン
公益財団法人京阪神ケーブルビジョン（けいはんしんケーブルビジョン、英: KEIHANSHIN CABLE VISION FOUNDATION、略称： KCV）は、大阪府大阪市に本部があり、大阪市・京都市・神戸市及び周辺区域において、有線によるテレビ放送の受信障害を解消するために活動している公益財団法人のケーブルテレビ局である。

## 所在地
- 本部 - 大阪府大阪市中央区淡路町1丁目5番5号

## サービスエリア

### 現在
- 大阪府、兵庫県、京都府、滋賀県、奈良県の受信障害地区を中心に提供している。
  - 配信局は、BSの配信を行っている大阪府豊能郡豊能町を除き地上波のみとなっている。

### 過去
- すずらんケーブル局 - 兵庫県神戸市北区
  - 2010年2月1日に神戸市北区におけるケーブルテレビ事業を神戸市のその他の区で事業展開しているジュピターテレコム（J:COM）傘下のケーブルネット神戸芦屋に事業譲渡した。なおケーブルネット神戸芦屋はその後、同年4月1日に神戸市開発管理事業団からもケーブルテレビ事業を譲り受け、神戸市の全域を事業エリアにする事となった。
  - かつての事業所所在地は、兵庫県神戸市北区谷上東町1番1号（谷上SHドーム街）。
- ポートタウンケーブル局 - 大阪府大阪市住之江区 南港ポートタウン内
  - 2010年10月1日にベイ・コミュニケーションズに事業譲渡した。
  - かつての事業所所在地は、大阪府大阪市住之江区南港中2-1-99 管理棟5F

## 主な放送チャンネル

### 地上波系列別再放送局
| NHK-G           | NHK-E   | NNN/NNS    | ANN            | JNN      | TXN        | FNN/FNS    | JAITS      |
| --------------- | ------- | ---------- | -------------- | -------- | ---------- | ---------- | ---------- |
| NHK大阪 NHK神戸 | NHK大阪 | 読売テレビ | 朝日放送テレビ | 毎日放送 | テレビ大阪 | 関西テレビ | サンテレビ |

### テレビ局
旧すずらんケーブル局、旧ポートタウンケーブル局（南港）のみ掲載。
| デジタル | 放送局                     |
| -------- | -------------------------- |
| TV011    | NHK神戸総合 (すずらん)     |
| TV011    | NHK大阪総合 (ポートタウン) |
| TV021    | NHKEテレ大阪               |
| TV031    | サンテレビ                 |
| TV041    | 毎日放送                   |
| TV051    | KBS京都                    |
| TV061    | ABCテレビ                  |
| TV071    | テレビ大阪                 |
| TV081    | カンテレ                   |
| TV101    | 読売テレビ                 |
| 111      | コミュニティーチャンネル   |
| 101      | NHK BS                     |
| 141      | BS日テレ                   |
| 151      | BS朝日                     |
| 161      | BS-TBS                     |
| 171      | BSテレ東                   |
| 181      | BSフジ                     |
| 191      | WOWOWプライム              |
| 192      | WOWOWライブ                |
| 193      | WOWOWシネマ                |
| 200      | BS10                       |
| 201      | BS10スターチャンネル       |
| 211      | BS11                       |
| 222      | BS12トゥエルビ             |
| 700      | ウエルカムチャンネル       |
| 721      | フジテレビTWO              |
| 724      | 囲碁・将棋チャンネル       |
| 725      | 女性チャンネル♪LaLa TV     |
| 726      | ディズニー・チャンネル     |
| 727      | ディズニー・ジュニア       |
| 730      | J SPORTS 3                 |
| 731      | J SPORTS 1                 |
| 732      | J SPORTS 2                 |
| 734      | スカイA                    |
| 735      | GAORA SPORTS               |
| 736      | 日テレジータス             |
| 737      | ゴルフネットワーク         |
| 739      | フジテレビONE              |
| 740      | FIGHTING TV サムライ       |
| 749      | アジアドラマチックTV       |
| 750      | 映画・チャンネルNECO       |
| 751      | ファミリー劇場             |
| 752      | 日本映画専門チャンネル     |
| 753      | 時代劇専門チャンネル       |
| 754      | Dlife                      |
| 755      | スーパー!ドラマTV          |
| 756      | ムービープラス             |
| 757      | アクションチャンネル       |
| 758      | ミステリーチャンネル       |
| 763      | 衛星劇場                   |
| 764      | 東映チャンネル             |
| 770      | スペースシャワーTV         |
| 772      | MTV                        |
| 773      | MUSIC ON! TV               |
| 774      | 歌謡ポップスチャンネル     |
| 780      | カートゥーン ネットワーク  |
| 781      | キッズステーション         |
| 782      | アニマックス               |
| 790      | 日経CNBC                   |
| 791      | BBCワールドニュース        |
| 792      | CNNj                       |
| 796      | ディスカバリーチャンネル   |
| 797      | アニマルプラネット         |
| 798      | ヒストリーチャンネル       |
| 810      | グリーンチャンネル         |
| 811      | グリーンチャンネル2        |
| 812      | SPEEDチャンネル            |
| 950      | プレイボーイチャンネル     |
| 951      | レインボーチャンネル       |
| 952      | ミッドナイトブルー         |
| 953      | パラダイステレビ           |
| 954      | ピンクチェリー             |

- デジタルTVはJC-HITSを使用している。
- アナログテレビにおいては、基本設定では珍しくサンテレビが1chで再送信されていた。

NHK総合が3chで再送信されるCATV局は関西6府県内でも本局（すずらんエリア）と他には近鉄ケーブルネットワーク（NHK奈良総合を3chで再送信）のみであった。
ただし、NHK神戸総合を2ch、サンテレビを3chに設定される加入世帯も多かった。

### ラジオ局
| MHz      | MHz  | 放送局         |
| すずらん | 南港 | 放送局         |
| -------- | ---- | -------------- |
| 76.5     | 76.5 | FM COCOLO      |
| 77.1     | 77.1 | ラジオ関西     |
| 78.5     | 78.5 | Kiss FM KOBE   |
| 80.2     | 80.2 | FM802          |
| 83.0     | 83.0 | NHK大阪AM第1   |
| 83.6     | 83.6 | NHK大阪AM第2   |
| 84.3     | 84.3 | KBS京都ラジオ  |
| 85.1     | 85.1 | FM OSAKA       |
| 85.7     | 85.7 | 朝日放送ラジオ |
| 86.5     |      | NHK神戸FM      |
| 87.5     | 87.5 | MBSラジオ      |
| 88.1     | 88.1 | NHK大阪FM      |
| 88.8     | 88.8 | ラジオ大阪     |
| 89.4     | 89.4 | α-Station      |